# Cercospora statices
Cercospora statices är en svampart som beskrevs av Pesante 1956. Cercospora statices ingår i släktet Cercospora och familjen Mycosphaerellaceae.   Inga underarter finns listade i Catalogue of Life.